# گارگین داوتیان
گارگین هامبارتسومی داوتیان (ارمنی: Գարեգին Համբարձումի Դավթյան؛ زادهٔ ۸ دسامبر ۱۹۵۴) مجسمه‌ساز اهل ارمنستان است.

## زندگی‌نامه
وی در ۸ دسامبر ۱۹۵۴ در ایروان به دنیا آمد و از کالج دولتی هنرهای زیبای پانوس ترلمزیان و انستیتو دولتی هنری و نمایشی ایروان فارغ‌التحصیل گشت. وی برنده جوایزی همچون مدال موسس خورناتسی است. وی عضو اتحادیه نقاشان ارمنستان است.

## نگارخانه

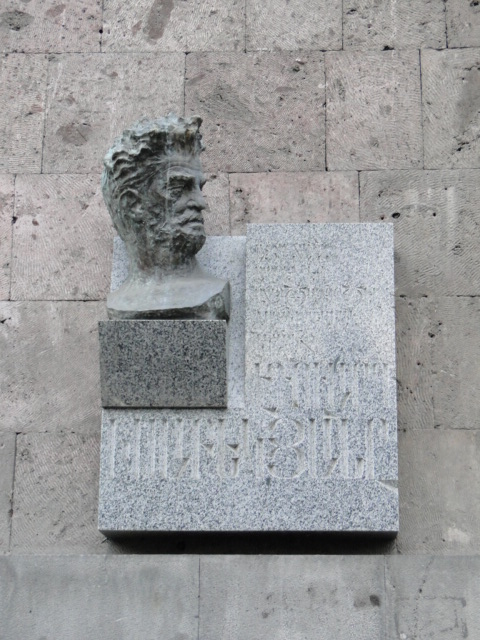
پلاک یادبود ادوارد ایسابکیان در ایروان
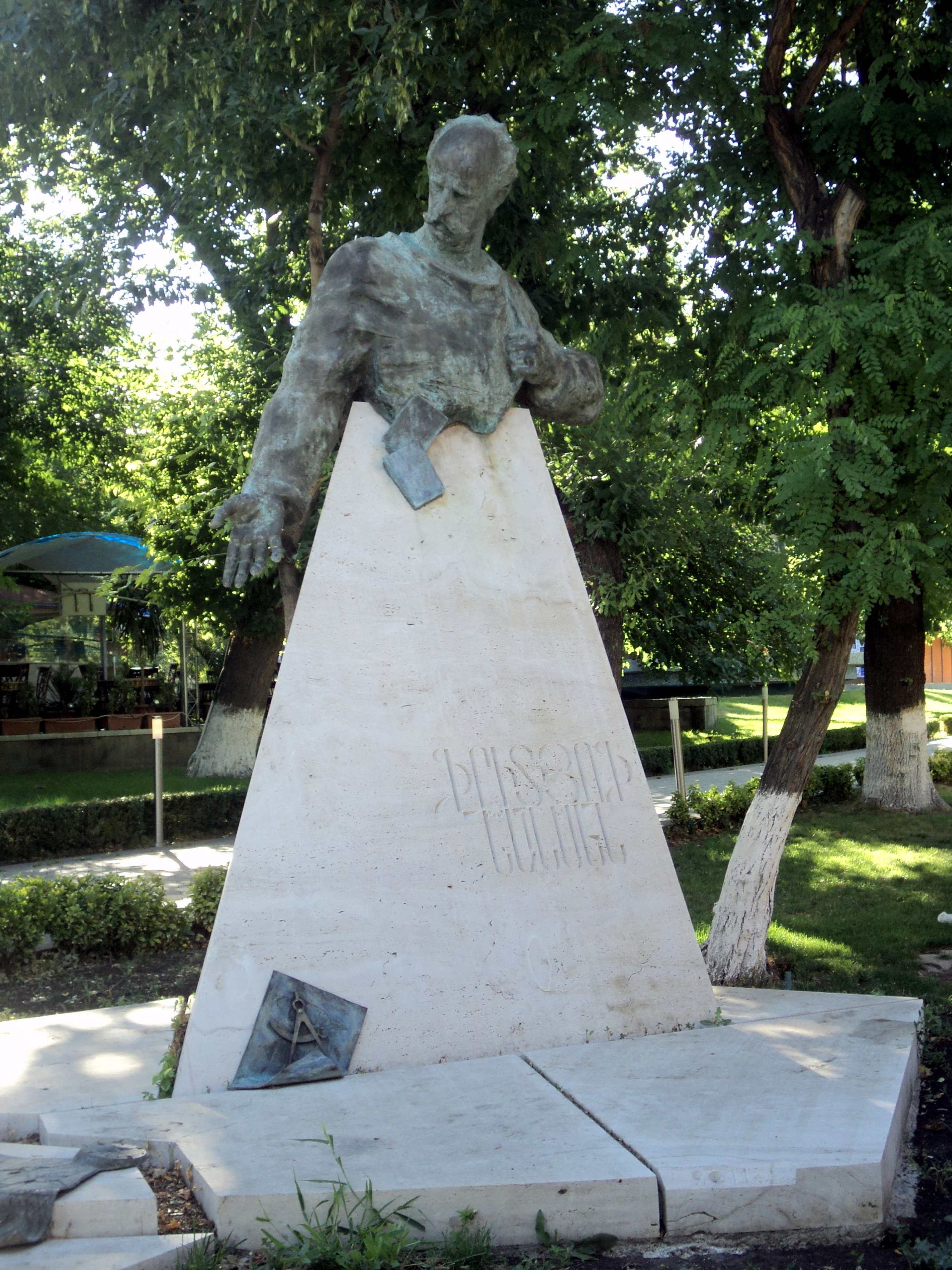
نیم‌تنه فریتیوف نانسن, ایروان
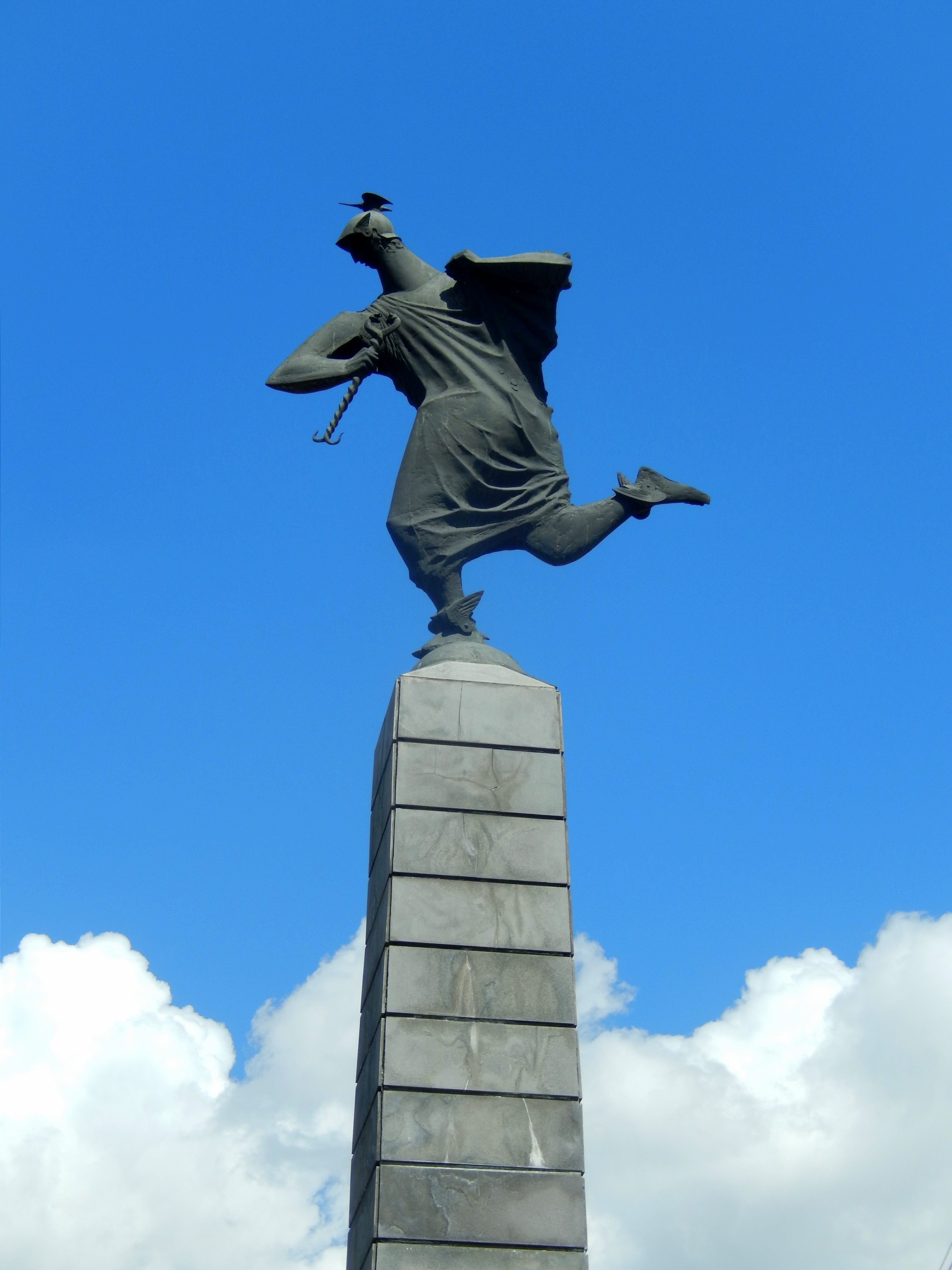
«هرمس», ۲۰۰۱, ایروان
نیم‌تنه گالوست گیولبنکیان (ایروان)نیم‌تنه گالوست گیولبنکیان (ایروان)